# Limiana
La limiana (en gallego: limiá) en gallego es una raza vacuna española autóctona de la Comarca de La Limia en la  provincia de Orense.

## Características
Los ejemplares poseen un peso de unos 490 kg y un pelaje marrón castaño. Posee además unos cuernos en espiral apuntando hacia fuera característicos. Raza productora de carne.

## Área de dispersión
Los ejemplares de esta raza toman su nombre de la comarca de La Limia, que junto con el valle de Monterrey, son las zonas del sur de Ourense por donde se extienden estos animales.
Tradicionalmente y a efectos agropecuarios, se distinguen dos zonas, Limia Alta y Limia Baixa, que dan origen a ecotipos bien diferenciados, consecuencia de los sistemas de explotación y de los distintos niveles de alimentación.

## Orientación productiva
Antaño esta raza fue explotada por su triple aptitud: trabajo, carne y leche, con una orientación mayor hacia la producción de trabajo. Destaca el ecotipo del valle de las demás razas autóctonas por su tamaño.
En la actualidad, su aprovechamiento se dirige exclusivamente hacia la producción de carne, producción en la que sobresale de las demás al conseguir becerros de mayor peso al nacimiento y destete, y por su buena producción lechera y destacable capacidad maternal. La facilidad de parto hace que sea muy aprovechable para cruzamiento industrial con otras razas más precoces.

## Sistemas de explotación
El aprovechamiento de los animales de esta raza se realiza en explotaciones familiares de pequeño número de cabezas, esto hace que los ejemplares estén mezclados con animales de otras razas.